# Qualificazioni al campionato europeo maschile di calcio 2020 - Gruppo A

## Classifica
| Squadra     | Pt | G | V | P | S | GF | GS | DR  |
| ----------- | -- | - | - | - | - | -- | -- | --- |
| Inghilterra | 21 | 8 | 7 | 0 | 1 | 37 | 6  | +31 |
| Rep. Ceca   | 15 | 8 | 5 | 0 | 3 | 13 | 11 | +2  |
| Kosovo      | 11 | 8 | 3 | 2 | 3 | 13 | 16 | -3  |
| Bulgaria    | 6  | 8 | 1 | 3 | 4 | 6  | 17 | -11 |
| Montenegro  | 3  | 8 | 0 | 3 | 5 | 3  | 22 | -19 |

## Risultati

### Prima giornata
| Arbitro: | Buquet |

|                    |           |            |
| Nedelev 82’ (rig.) | Marcatori | 50’ Mugoša |

| Arbitro: | Soares Dias |

|                                                           |           |  |
| Sterling 24’, 62’, 68’ Kane 45+2’ (rig.) Kalas 84’ (aut.) | Marcatori |  |

### Seconda giornata
| Arbitro: | Mažeika |

|            |           |             |
| Zeneli 61’ | Marcatori | 39’ Božikov |

| Arbitro: | Kul'bakoŭ |

|             |           |                                                  |
| Vešović 17’ | Marcatori | 30’ Keane 39’, 59’ Barkley 71’ Kane 81’ Sterling |

### Terza giornata
| Arbitro: | Bognár |

|                 |           |        |
| Schick 19’, 50’ | Marcatori | 3’ Isa |

| Arbitro: | Orsato |

|            |           |             |
| Mugoša 69’ | Marcatori | 24’ Rashica |

### Quarta giornata
| Arbitro: | Kristoffersen |

|                        |           |                                      |
| Popov 43’ Dimitrov 55’ | Marcatori | 14’ Rashica 64’ Muriqi 90+3’ Rashani |

| Arbitro: | Bezborodov |

|                                                   |           |  |
| Jankto 18’ Kopitović 49’ (aut.) Schick 82’ (rig.) | Marcatori |  |

### Quinta giornata
| Arbitro: | Makkelie |

|                        |           |            |
| Muriqi 20’ Vojvoda 67’ | Marcatori | 16’ Schick |

| Arbitro: | Guida |

|                                               |           |  |
| Kane 24’, 50’ (rig.), 73’ (rig.) Sterling 55’ | Marcatori |  |

### Sesta giornata
| Arbitro: | Zwayer |

|                                                           |           |                                   |
| Sterling 8’ Kane 19’ Vojvoda 38’ (aut.) Sancho 44’, 45+1’ | Marcatori | 1’, 49’ Berisha 55’ (rig.) Muriqi |

| Arbitro: | Palabıyık |

|  |           |                                             |
|  | Marcatori | 54’ Souček 58’ Masopust 90+4’ (rig.) Darida |

### Settima giornata
| Arbitro: | Skomina |

|                        |           |                |
| Brabec 9’ Ondrášek 85’ | Marcatori | 5’ (rig.) Kane |

| Podgorica 11 ottobre 2019, ore 20:45 CEST | Montenegro | 0 – 0 referto | Bulgaria | Stadion Pod Goricom (2 743 spett.)\| Arbitro: \| Ekberg \| |
| Arbitro:                                  | Ekberg     |               |          |                                                            |

### Ottava giornata
| Arbitro: | Bebek |

|  |           |                                                           |
|  | Marcatori | 7’ Rashford 20’, 32’ Barkley 45+3’, 69’ Sterling 85’ Kane |

| Arbitro: | Soares Dias |

|                         |           |  |
| Rrahmani 10’ Muriqi 35’ | Marcatori |  |

### Nona giornata
| Arbitro: | Rocchi |

|                       |           |           |
| Král 71’ Čelůstka 79’ | Marcatori | 50’ Nuhiu |

| Arbitro: | Mateu Lahoz |

|                                                                                        |           |  |
| Oxlade-Chamberlain 11’ Kane 19’, 24’, 37’ Rashford 30’ Šofranac 66’ (aut.) Abraham 84’ | Marcatori |  |

### Decima giornata
| Arbitro: | Karasëv |

|             |           |  |
| Božikov 56’ | Marcatori |  |

| Arbitro: | Gil |

|  |           |                                             |
|  | Marcatori | 32’ Winks 79’ Kane 83’ Rashford 90+1’ Mount |

## Classifica marcatori
12 reti
- Harry Kane (4 rigori)

8 reti
- Raheem Sterling

4 reti
- Ross Barkley

- Vedat Muriqi (1 rigore)

- Patrik Schick (1 rigore)

3 reti
- Marcus Rashford

2 reti
- Vasil Božikov
- Jadon Sancho

- Valon Berisha
- Milot Rashica

- Stefan Mugoša

1 rete
- Kristijan Dimitrov
- Ismail Isa
- Todor Nedelev (1 rigore)
- Ivelin Popov
- Tammy Abraham
- Michael Keane
- Mason Mount
- Alex Oxlade-Chamberlain

- Harry Winks
- Atdhe Nuhiu
- Elbasan Rashani
- Amir Rrahmani
- Mërgim Vojvoda
- Arbër Zeneli
- Marko Vešović
- Jakub Brabec

- Ondřej Čelůstka
- Vladimír Darida (1 rigore)
- Jakub Jankto
- Alex Král
- Lukáš Masopust
- Zdeněk Ondrášek
- Tomáš Souček

1 autogol
- Mërgim Vojvoda (pro Inghilterra)
- Boris Kopitović (pro Rep. Ceca)

- Aleksandar Šofranac (pro Inghilterra)

- Tomáš Kalas (pro Inghilterra)